# 코오롱바스프이노폼
코오롱바스프이노폼 주식회사(영어: Kolon BASF innoPOM)는 대한민국의 화학제품 제조 기업으로, 코오롱그룹과 바스프의 합작 투자 회사이다.

## 역사 및 현황
2016년 3월 10일에 코오롱과 바스프간의 각각 1억원씩을 투자해 코오롱바스프이노폼을 설립하였다.
2018년 10월, 김천시에 POM 공장을 완공하였다.

### 내용주
1. ↑  본사 소재지가 코오롱ENP와 동일하다.